# Paul Rey
Pauli Jokela, más conocido como Paul Rey (nacido el 23 de mayo de 1992 en Lund) es un cantante sueco.

## Primeros años
Paul Rey nació en Lund. Su madre huyó de la dictadura chilena y comenzó una nueva vida en París en 1973, llegando a Suecia como estudiante de intercambio. En Suecia conoció al padre de Paul, que vino a Suecia a través de un programa de intercambio desde Finlandia.

## Carrera
En 2015, Rey firmó con Epic Records en los Estados Unidos  y lanzó su álbum debut "Good As Hell" el mismo año. Quincy Jones se convirtió en su mentor poco después. En 2015, también se participó en un acto de apertura durante la gira Fifth Harmonys. También estuvo de gira con Nico & Vinz. 
En febrero de 2017, lanzó el sencillo musical "California Dreaming" junto con Arnan Cekin y Snoop Dogg. También lanzó el sencillo "All Falls Down". En 2018, lanzó su segundo álbum musical "Note to Self", que él mismo produjo.
Paul Rey participó en el Melodifestivalen 2020 en la segunda semifinal con la canción "Talking in My Sleep". Se clasificó para la final pasando por la ronda de repesca (andra chansen).

## Discografía

### Sencillos
| Título                | Año  | Mejores posiciones en las listas de éxitos | Álbum |
| Título                | Año  | SUE                                        | Álbum |
| --------------------- | ---- | ------------------------------------------ | ----- |
| "Note to Self"        | 2019 | 40                                         | -     |
| "Talking in My Sleep" | 2020 | 9                                          | -     |